# Marcel Rosette
Pour les articles homonymes, voir Rosette.
Marcel Rosette, né dans le 1er arrondissement de Lyon le 3 décembre 1925 et mort dans le 4e arrondissement de Paris le 18 novembre 2005, est un homme politique français. Membre du Parti communiste français, il est maire de Vitry-sur-Seine de 1965 à 1977 et sénateur du Val-de-Marne de 1977 à 1986.

## Biographie
Fils d'un médecin mauricien, il est lycéen à Bourg-en-Bresse quand il s'engage dans la Résistance. Il adhère au PCF en 1942. Il occupe le poste de secrétaire fédéral du PCF dans l'Ain de 1948 à 1955, avant de siéger au comité central du PCF de 1956 à 1987.
Élu maire de Vitry-sur-Seine en 1965, il exerce ce mandat jusqu'en 1977, date de son élection au Sénat. Passionné d'arts plastiques, il crée en 1969 le premier prix de peinture contemporaine de Vitry.
Sénateur du Val-de-Marne de 1977 à 1986, il préside au cours de la même période l'Association nationale des élus communistes et républicains qu'il a contribué à créer avec Marcel Trigon et, en 1978-1979, le groupe communiste au Sénat.
À partir du milieu des années 1980, il s'éloigne des positions de la direction du PCF auquel il cesse de cotiser en 2000.
Descendant d'esclaves par son père, Marcel Rosette est l'un des fondateurs de l'Association de descendants d'esclaves noirs et leurs amis (ADEN) en 2001.

## Détail des fonctions et des mandats
Mandat parlementaire
- 25 septembre 1977 - 1er octobre 1986 : Sénateur du Val-de-Marne

Mandat local
- 1965-1977 : Maire de Vitry-sur-Seine

## Distinctions
- Médaille de la résistance
- Chevalier de la Légion d'honneur[8]